# Johann Bernhard von Höfer
Johann Bernhard Höfer, ab 1769 von Höfer, (* September 1713 in Halberstadt; † 31. Dezember 1784 in Berlin) war ein preußischer Oberst.

## Leben
Höfer trat am 18. Oktober 1730 als Bombardier bei der Artillerie in die Preußische Armee ein und avancierte am 24. Mai 1741/1742 zum Sekondeleutnant. Seine Laufbahn setzte sich fort und so wurde er am 23. August 1750/1753 zum Premierleutnant, 1757 zum Stabskapitän, am 11. Mai 1759 zum tatsächlichen Kapitän, am 27. November/Dezember 1761 zum Major, am 20. Mai 1772 zum Oberstleutnant sowie schließlich am 11. Juni 1773 zum Oberst befördert. Im Februar erhielt er als Regimentschef das 2. Artillerieregiment. Am 2. Oktober 1774 wurde er Ritter des Ordens Pour le Mérite.
Aus seiner Ehe mit einer geborenen Eversmann aus Berlin hatte Höfer den Sohn Bernhard Gustav Theodor und eine Tochter.
Bereits am 11. November 1769 wurde Höfer gemeinsam mit seinem Sohn in den preußischen Adelstand erhoben.
Höfer hatte alle Feldzüge Friedrichs des Großen mitgemacht. Trotz einer Schussverletzung in der linken Brust wurde Höfer 71 Jahre alt. Er verstarb in Berlin.